# Nottingham Open 2025
Nottingham Open 2025 — тенісний турнір, що проходив на трав'яних кортах у місті Ноттінгем, Велика Британія з 16 до 22 червня. Належав до категорії WTA 250. Чоловічий турнір був частиною ATP Challenger Tour.

## Фінальна частина

### Жінки, одиночний розряд
Маккартні Кесслер —  Даяна Ястремська 6–4, 7–5

### Жінки, парний розряд
Беатріс Аддад Мая /  Лаура Зігемунд —  Анна Даніліна /  Ена Сібахара 6–3, 6–2